# Vadim Vasilyev (homme d'affaires)
Pour les articles homonymes, voir Vadim Vasilyev.
Vadim Viktorovitch Vasilyev, né le 23 septembre 1965, est un homme d'affaires russo-maltais. Il a également été le vice-président de l'AS Monaco entre août 2013 et février 2019.

## Carrière

### Premières expériences
Il est diplômé d’économie à l’Institut d'État des relations internationales de Moscou en 1987.
Il travaille au ministère des Affaires étrangères de l’Union Soviétique de 1987 à 1990, années durant lesquelles il est en poste à l'ambassade soviétique d'Islande.
Il est ensuite employé dans diverses entités privées dont la compagnie Uralkali, première productrice mondiale d’engrais potassiques, où il est directeur des exportations. Il continue ensuite ses fonctions dans des entreprises privées en tant qu'entrepreneur.
Il a travaillé comme trader à Fedcom, entreprise de fertilisants et sponsor de l'AS Monaco depuis 1999.

### Carrière de dirigeant

#### Directeur sportif à l'AS Monaco (2013)
En janvier 2013, il est nommé conseiller du président de l’AS Monaco Dmitri Rybolovlev, puis directeur sportif et enfin vice-président du club le 25 mars 2013,.

#### Directeur général à l'AS Monaco (2013-2019)
Il s’occupe de l'équipe de première division, du recrutement de nouveaux talents et du centre de formation. Le premier objectif qu’il se fixe est la montée du club en Ligue 1 à la fin de la saison 2013, objectif atteint avec la victoire du club au Championnat de France de Ligue 2. Il gère également le mercato estival du club. À l’issue de ce mercato, Vadim Vasilyev recrute d'importants footballeurs : Éric Abidal, Jérémy Toulalan, Ricardo Carvalho, Nicolas Isimat-Mirin, Radamel Falcao, João Moutinho et James Rodríguez. À la suite de l'annonce du départ de Konstantin Zyryanov le 15 octobre 2013, Vasilyev assurera à présent les fonctions de Vice-Président Directeur Général de l’AS Monaco FC. Vasilyev permet la résolution du conflit entre la LFP et l’AS Monaco en juillet 2015. 
Après une situation économique compliquée, Vasilyev travaille également sur un accord entre le club et l’UEFA concernant le Fair Play Financier. Le club, par l’intermédiaire de Vasilyev est récompensé deux années de suite du Globe Soccer Award pour sa stratégie de recrutement. Vasilyev négocie avec l'UEFA que le championnat de France récupère une place qualificative en phase de poules de la Ligue des champions en cas de qualification double (par exemple une équipe qualifiée grâce à son classement championnat et à un titre européen)[réf. nécessaire]. Lyon aura profité de ce changement de règlement en 2018 et 2019 pour obtenir une qualification directe en Ligue des champions. Victime des mauvais résultats du club et des pertes financières subies par le club durant la saison 2018-2019, Vadim Vasilyev quitte l’AS Monaco le 14 février 2019, selon une décision du président Dmitri Rybolovlev.

#### Président-fondateur à VV Consulting (2019-)
En 2019, il fonde VV Consulting, une agence de conseil et de management sportif à Monaco. Il travaille notamment avec une trentaine de joueurs professionnels tels que Serge Aurier, Romain Saïss, Soualiho Meïté, Mouctar Diakhaby, Moussa Sylla. En 2021, il réalise 12 transferts via l’intermédiaire de son agence dont Serge Aurier à Villarreal et Soualiho Meïté à Benfica. En 2022, il continue de développer son agence avec les signatures de jeunes talents internationaux comme Tanguy Kouassi et Karim Konaté. Il réalise le transfert de Romain Saïss à Beşiktaş. Il intervient en tant qu'intermédiaire pour le transfert de l'international français Jordan Veretout à l'Olympique de Marseille ainsi que pour le transfert de Tanguy Kouassi au Séville Fútbol Club.